# Tyler County (Texas)
Tyler County je okres ve státě Texas v USA. K roku 2010 zde žilo 21 766 obyvatel. Správním městem okresu je Woodville. Celková rozloha okresu činí 2 424 km².